# Piggtistel
Piggtistel (Carduus acanthoides) är en växt. 